# 甲胺盐酸盐
甲胺盐酸盐是一种化合物，化学式为CH3NH3Cl，它是无色吸湿性晶体，可溶于水。

## 制备
甲胺盐酸盐可由甲胺和盐酸反应得到，其晶体可以在无水乙醇中进行重结晶。
CH3NH2 + HCl → CH3NH3Cl